# Čolnarjenje
Čolnarjenje je oljna slika ameriške umetnice Mary Cassatt iz leta 1893. V zbirki Narodne galerije v Washington, D.C. je od leta 1963.
Cassattova je naslikala Čolnarjenje pozimi 1893–1894 v Antibesu na francoski rivieri. Cassattova je januarja in februarja 1894 preživela v vili La Cigaronne na Cap d'Antibesu z materjo.  Imela je 49 let, ko je slikala to sliko. [5] Leta 1893 je bilo zanjo uspešno leto: dokončala je fresko Modern Woman, ki je bila naročena za Žensko stavbo na World's Columbian Exposition leta 1893 v Čikagu; njena razstava leta 1893 v galeriji Durand-Ruela je bila dobro sprejeta (opomba: razstava je vsebovala 98 predmetov.) in francoska država se je odločila za nakup ene od njenih slik za Musée du Luxembourg. 

## Opis
Čolnarjenje prikazuje neznano žensko, otroka in moškega v jadrnici. Čoln ima kaže krmo, vesla in ima tri klopi. Notranjost čolna je opisana kot rumena. Gre za nenavadno sliko v Cassattinem opusu. Medtem ko kaže svojo znano temo matere in otroka, je večina drugih slik postavljena v notranjosti ali na vrtovih. To je tudi ena njenih največjih oljnih slik. 

## Vpliv

### Japonski odtisi na les
Leta 1890 je Cassattova obiskala veliko razstavo Japonskega tiska v parku Ecole de Beaux-arts v Parizu.   Imela je v lasti japonske odtise Kitagawa Utamara (1753–1806) . Razstava japonske umetnosti pri Durand-Ruelu se je izkazala za najpomembnejši vpliv nanjo. 

### Manet
Frederick A. Sweet pravi, da je Cassattovo morda navdihnila slika Čolnarjenje Édouarda Maneta iz leta 1874 .
Čolnarjenje je bilo razstavljeno na (četrti?) impresionistični razstavi iz leta 1879, kjer ni bilo dobro sprejeto. Cassattova pa je svojo prijateljico Louisine Havemeyer prepričala, da jo je kupila. Velik del iz zbirke Havemeyerjeve je bil zapuščen Metropolitanskemu muzeju, nekaj del pa je bilo prepuščeno otrokom Havemeyerjeve in so od takrat končala drugje. 

## Analiza
Umetnostni zgodovinar in muzejski upravitelj Frederick A. Sweet jo imenuje »ena najambicioznejših slik, kar jih je kdaj poskušala«.  Njegova analiza iz leta 1966 se osredotoča na ravnotežje »močne temne silhuete čolnarja«, kota med veslom in roko, ki »močno potisne v središče kompozicije proti materi in otroku« in »občutljivosti, ženstvenosti«.
Cassattova je na japonski način postavila obzorje na vrh kadra.

## Zapuščina
Slika se je leta 1966 pojavila na ameriški poštni znamki.
== Izvor ==1918 Durand-Ruel, New York
- 1918 Durand-Ruel, New York
- 1. oktobra 1929 prodal Chester Daleu.
- 1963 Nacionalna umetniška galerija. [14]

Barvna plošča 90 x 117 cm - Zbirka Chester Dale. 